# Seznam dílů seriálu Legends of Tomorrow
Toto je seznam dílů seriálu Legends of Tomorrow. Americký seriál Legends of Tomorrow byl vysílán v letech 2016–2022 na stanici The CW, celkem vzniklo 110 dílů seriálu rozdělených do sedmi řad.

## Přehled řad
| Řada | Díly | Premiéra v USA | Premiéra v USA  |
| Řada | Díly | První díl      | Poslední díl    |
| ---- | ---- | -------------- | --------------- |
| 1    | 16   | 21. ledna 2016 | 19. května 2016 |
| 2    | 17   | 13. října 2016 | 4. dubna 2017   |
| 3    | 18   | 10. října 2017 | 9. dubna 2018   |
| 4    | 16   | 22. října 2018 | 20. května 2019 |
| 5    | 15   | 14. ledna 2020 | 2. června 2020  |
| 6    | 15   | 2. května 2021 | 5. září 2021    |
| 7    | 13   | 13. října 2021 | 2. března 2022  |

## Seznam dílů

### První řada (2016)
| Č. v seriálu | Č. v řadě | Původní název         | Režie              | Scénář                                                                    | Premiéra v USA  | Prod. kód |
| ------------ | --------- | --------------------- | ------------------ | ------------------------------------------------------------------------- | --------------- | --------- |
| 1            | 1         | Pilot, Part 1         | Glen Winter        | Greg Berlanti, Marc Guggenheim, Andrew Kreisberg a Phil Klemmer           | 21. ledna 2016  | 4X6351    |
| 2            | 2         | Pilot, Part 2         | Glen Winter        | Phil Klemmer, Marc Guggenheim, Greg Berlanti a Andrew Kreisberg           | 28. ledna 2016  | 4X6352    |
| 3            | 3         | Blood Ties            | Dermott Downs      | Marc Guggenheim a Chris Fedak                                             | 4. února 2016   | 4X6353    |
| 4            | 4         | White Knights         | Antonio Negret     | Sarah Nicole Jones a Phil Klemmer                                         | 11. února 2016  | 4X6354    |
| 5            | 5         | Fail-Safe             | Dermott Downs      | Beth Schwartz a Grainne Godfree                                           | 18. února 2016  | 4X6355    |
| 6            | 6         | Star City 2046        | Steve Shill        | Marc Guggenheim a Ray Utarnachitt                                         | 25. února 2016  | 4X6356    |
| 7            | 7         | Marooned              | Gregory Smith      | Anderson Mackenzie a Phil Klemmer                                         | 3. března 2016  | 4X6357    |
| 8            | 8         | Night of the Hawk     | Joe Dante          | Sarah Nicole Jones a Cortney Norris                                       | 10. března 2016 | 4X6358    |
| 9            | 9         | Left Behind           | John F. Showalter  | Beth Schwartz a Grainne Godfree                                           | 31. března 2016 | 4X6359    |
| 10           | 10        | Progeny               | David Geddes       | Phil Klemmer a Marc Guggenheim                                            | 7. dubna 2016   | 4X6360    |
| 11           | 11        | The Magnificent Eight | Thor Freudenthal   | námět: Greg Berlanti a Marc Guggenheim scénář: Marc Guggenheim            | 14. dubna 2016  | 4X6361    |
| 12           | 12        | Last Refuge           | Rachel Talalay     | Chris Fedak a Matthew Maala                                               | 21. dubna 2016  | 4X6362    |
| 13           | 13        | Leviathan             | Gregory Smith      | Sarah Nicole Jones a Ray Utarnachitt                                      | 28. dubna 2016  | 4X6363    |
| 14           | 14        | River of Time         | Alice Troughton    | Cortney Norris a Anderson Mackenzie                                       | 5. května 2016  | 4X6364    |
| 15           | 15        | Destiny               | Olatunde Osunsanmi | námět: Marc Guggenheim scénář: Phil Klemmer a Chris Fedak                 | 12. května 2016 | 4X6365    |
| 16           | 16        | Legendary             | Dermott Downs      | námět: Greg Berlanti a Chris Fedak scénář: Phil Klemmer a Marc Guggenheim | 19. května 2016 | 4X6366    |

### Druhá řada (2016–2017)
| Č. v seriálu | Č. v řadě | Původní název                  | Režie            | Scénář                                                                    | Premiéra v USA     | Prod. kód |
| ------------ | --------- | ------------------------------ | ---------------- | ------------------------------------------------------------------------- | ------------------ | --------- |
| 17           | 1         | Out of Time                    | Dermott Downs    | námět: Greg Berlanti a Chris Fedak scénář: Marc Guggenheim a Phil Klemmer | 13. října 2016     | T13.20001 |
| 18           | 2         | The Justice Society of America | Michael Grossman | Chris Fedak a Sarah Nicole Jones                                          | 20. října 2016     | T13.20002 |
| 19           | 3         | Shogun                         | Kevin Tancharoen | Phil Klemmer a Grainne Godfree                                            | 27. října 2016     | T13.20003 |
| 20           | 4         | Abominations                   | Michael Allowitz | Marc Guggenheim a Ray Utarnachitt                                         | 3. listopadu 2016  | T13.20004 |
| 21           | 5         | Compromised                    | David Geddes     | Keto Shimizu a Grainne Godfree                                            | 10. listopadu 2016 | T13.20005 |
| 22           | 6         | Outlaw Country                 | Cherie Nowlan    | Matthew Maala a Chris Fedak                                               | 17. listopadu 2016 | T13.20006 |
| 23           | 7         | Invasion!                      | Gregory Smith    | námět: Greg Berlanti scénář: Phil Klemmer a Marc Guggenheim               | 1. prosince 2016   | T13.20007 |
| 24           | 8         | The Chicago Way                | Ralph Hemecker   | Sarah Nicole Jones a Ray Utarnachitt                                      | 8. prosince 2016   | T13.20008 |
| 25           | 9         | Raiders of the Lost Art        | Dermott Downs    | Keto Shimizu a Chris Fedak                                                | 24. ledna 2017     | T13.20009 |
| 26           | 10        | The Legion of Doom             | Eric Laneuville  | Phil Klemmer a Marc Guggenheim                                            | 31. ledna 2017     | T13.20010 |
| 27           | 11        | Turncoat                       | Alice Troughton  | Grainne Godfree a Matthew Maala                                           | 7. února 2017      | T13.20011 |
| 28           | 12        | Camelot/3000                   | Antonio Negret   | Anderson Mackenzie                                                        | 21. února 2017     | T13.20012 |
| 29           | 13        | Land of the Lost               | Ralph Hemecker   | Keto Shimizu a Ray Utarnachitt                                            | 7. března 2017     | T13.20013 |
| 30           | 14        | Moonshot                       | Kevin Mock       | Grainne Godfree                                                           | 14. března 2017    | T13.20014 |
| 31           | 15        | Fellowship of the Spear        | Ben Bray         | Keto Shimizu a Matthew Maala                                              | 21. března 2017    | T13.20015 |
| 32           | 16        | Doomworld                      | Mairzee Almas    | Ray Utarnachitt a Sarah Hernandez                                         | 28. března 2017    | T13.20016 |
| 33           | 17        | Aruba                          | Rob Seidenglanz  | Phil Klemmer a Marc Guggenheim                                            | 4. dubna 2017      | T13.20017 |

### Třetí řada (2017–2018)
| Č. v seriálu | Č. v řadě | Původní název                    | Režie              | Scénář                                                                        | Premiéra v USA     | Prod. kód |
| ------------ | --------- | -------------------------------- | ------------------ | ----------------------------------------------------------------------------- | ------------------ | --------- |
| 34           | 1         | Aruba-Con                        | Rob Seidenglanz    | Phil Klemmer a Marc Guggenheim                                                | 10. října 2017     | T13.20602 |
| 35           | 2         | Freakshow                        | Kevin Tancharoen   | Keto Shimizu a Grainne Godfree                                                | 17. října 2017     | T13.20601 |
| 36           | 3         | Zari                             | Mairzee Almas      | James Eagan a Ray Utarnachitt                                                 | 24. října 2017     | T13.20603 |
| 37           | 4         | Phone Home                       | Kevin Mock         | Matthew Maala                                                                 | 31. října 2017     | T13.20604 |
| 38           | 5         | Return of the Mack               | Alexandra La Roche | Grainne Godfree a Morgan Faust                                                | 7. listopadu 2017  | T13.20605 |
| 39           | 6         | Helen Hunt                       | David Geddes       | Keto Shimizu a Ubah Mohamed                                                   | 14. listopadu 2017 | T13.20606 |
| 40           | 7         | Welcome to the Jungle            | Mairzee Almas      | Ray Utarnachitt a Tyron B. Carter                                             | 21. listopadu 2017 | T13.20607 |
| 41           | 8         | Crisis on Earth-X, Part 4        | Gregory Smith      | námět: Marc Guggenheim a Andrew Kreisberg scénář: Phil Klemmer a Keto Shimizu | 28. listopadu 2017 | T13.20608 |
| 42           | 9         | Beebo the God of War             | Kevin Mock         | Grainne Godfree a James Eagan                                                 | 5. prosince 2017   | T13.20609 |
| 43           | 10        | Daddy Darhkest                   | Dermott Downs      | Keto Shimizu a Matthew Maala                                                  | 12. února 2018     | T13.20610 |
| 44           | 11        | Here I Go Again                  | Ben Bray           | Ray Utarnachitt a Morgan Faust                                                | 19. února 2018     | T13.20611 |
| 45           | 12        | The Curse of the Earth Totem     | Chris Tammaro      | Grainne Godfree a Ubah Mohamed                                                | 26. února 2018     | T13.20612 |
| 46           | 13        | No Country for Old Dads          | Viet Nguyen        | Keto Shimizu a James Eagan                                                    | 5. března 2018     | T13.20613 |
| 47           | 14        | Amazing Grace                    | David Geddes       | Matthew Maala a Tyron B. Carter                                               | 12. března 2018    | T13.20614 |
| 48           | 15        | Necromancing the Stone           | April Mullen       | Grainne Godfree a Morgan Faust                                                | 19. března 2018    | T13.20615 |
| 49           | 16        | I, Ava                           | Dean Choe          | Ray Utarnachitt a Daphne Miles                                                | 26. března 2018    | T13.20616 |
| 50           | 17        | Guest Starring John Noble        | Ralph Hemecker     | Keto Shimizu a James Eagan                                                    | 2. dubna 2018      | T13.20617 |
| 51           | 18        | The Good, the Bad and the Cuddly | Dermott Downs      | Marc Guggenheim a Phil Klemmer                                                | 9. dubna 2018      | T13.20618 |

### Čtvrtá řada (2018–2019)
| Č. v seriálu | Č. v řadě | Původní název                          | Režie              | Scénář                             | Premiéra v USA     | Prod. kód |
| ------------ | --------- | -------------------------------------- | ------------------ | ---------------------------------- | ------------------ | --------- |
| 52           | 1         | The Virgin Gary                        | Gregory Smith      | Phil Klemmer a Grainne Godfree     | 22. října 2018     | T13.21051 |
| 53           | 2         | Witch Hunt                             | Kevin Mock         | Keto Shimizu a Matthew Maala       | 29. října 2018     | T13.21052 |
| 54           | 3         | Dancing Queen                          | Kristin Windell    | James Eagan a Morgan Faust         | 5. listopadu 2018  | T13.21053 |
| 55           | 4         | Wet Hot American Bummer                | David Geddes       | Ray Utarnachitt a Tyrone B. Carter | 12. listopadu 2018 | T13.21054 |
| 56           | 5         | Tagumo Attacks!!!                      | Alexandra La Roche | Keto Shimizu a Ubah Mohammed       | 19. listopadu 2018 | T13.21055 |
| 57           | 6         | Tender Is the Nate                     | Dean Choe          | Phil Klemmer a Matthew Maala       | 26. listopadu 2018 | T13.21056 |
| 58           | 7         | Hell No, Dolly!                        | April Mullen       | Grainne Godfree a Morgan Faust     | 3. prosince 2018   | T13.21057 |
| 59           | 8         | Legends of To-Meow-Meow                | Ben Bray           | James Eagan a Ray Utarnachitt      | 10. prosince 2018  | T13.21058 |
| 60           | 9         | Lucha de Apuestas                      | Andrew Kasch       | Keto Shimizu a Tyron B. Carter     | 1. dubna 2019      | T13.21059 |
| 61           | 10        | The Getaway                            | Viet Nguyen        | Matthew Maala a Ubah Mohammed      | 8. dubna 2019      | T13.21060 |
| 62           | 11        | Séance and Sensibility                 | Alexandra La Roche | Grainne Godfree a Jackie Canino    | 15. dubna 2019     | T13.21061 |
| 63           | 12        | The Eggplant, the Witch & the Wardrobe | Mairzee Almas      | Morgan Faust a Daphne Miles        | 22. dubna 2019     | T13.21062 |
| 64           | 13        | Egg MacGuffin                          | Chris Tammaro      | James Eagan a Tyron B. Carter      | 29. dubna 2019     | T13.21063 |
| 65           | 14        | Nip/Stuck                              | David Geddes       | Ray Utarnachitt a Matthew Maala    | 6. května 2019     | T13.21064 |
| 66           | 15        | Terms of Service                       | April Mullen       | Grainne Godfree a Ubah Mohamed     | 13. května 2019    | T13.21065 |
| 67           | 16        | Hey, World!                            | Kevin Mock         | Phil Klemmer a Keto Shimizu        | 20. května 2019    | T13.21066 |

### Pátá řada (2020)
| Č. v seriálu | Č. v řadě | Původní název                        | Režie              | Scénář                                         | Premiéra v USA  | Prod. kód |
| ------------ | --------- | ------------------------------------ | ------------------ | ---------------------------------------------- | --------------- | --------- |
| 68           | 1         | Crisis on Infinite Earths: Part Five | Gregory Smith      | Keto Shimizu a Ubah Mohamed                    | 14. ledna 2020  | T13.21908 |
| 69           | 2         | Meet the Legends                     | Kevin Mock         | Grainne Godfree a James Eagan                  | 21. ledna 2020  | T13.21901 |
| 70           | 3         | Miss Me, Kiss Me, Love Me            | David Geddes       | Ray Utarnachitt                                | 4. února 2020   | T13.21902 |
| 71           | 4         | Slay Anything                        | Alexandra La Roche | Matthew Maala a Tyron B. Carter                | 11. února 2020  | T13.21903 |
| 72           | 5         | A Head of Her Time                   | Avi Youabian       | Morgan Faust                                   | 18. února 2020  | T13.21904 |
| 73           | 6         | Mortal Khanbat                       | Caity Lotz         | Grainne Godfree a Mark Bruner                  | 25. února 2020  | T13.21905 |
| 74           | 7         | Mr. Parker's Cul-De-Sac              | Ben Hernandez Bray | Keto Shimizu a James Eagan                     | 10. března 2020 | T13.21906 |
| 75           | 8         | Romeo v Juliet: Dawn of Justness     | Alexandra La Roche | Ray Utarnachitt a Matthew Maala                | 17. března 2020 | T13.21907 |
| 76           | 9         | Zari, Not Zari                       | Kevin Mock         | Morgan Faust a Tyron B. Carter                 | 21. dubna 2020  | T13.21909 |
| 77           | 10        | The Great British Fake Off           | David Geddes       | Jackie Canino                                  | 28. dubna 2020  | T13.21910 |
| 78           | 11        | Ship Broken                          | Andi Armaganian    | James Eagan a Mark Bruner                      | 5. května 2020  | T13.21911 |
| 79           | 12        | Freaks and Greeks                    | Nico Sachse        | Matthew Maala a Ubah Mohammed                  | 12. května 2020 | T13.21912 |
| 80           | 13        | I Am Legends                         | Andrew Kasch       | Ray Utarnachitt, Leah Poulliot a Emily Cheever | 19. května 2020 | T13.21913 |
| 81           | 14        | The One Where We're Trapped on TV    | Marc Guggenheim    | Grainne Godfree a James Eagan                  | 26. května 2020 | T13.21914 |
| 82           | 15        | Swan Thong                           | Kevin Mock         | Keto Shimizu a Morgan Faust                    | 2. června 2020  | T13.21915 |

### Šestá řada (2021)
| Č. v seriálu | Č. v řadě | Původní název                | Režie                     | Scénář                                     | Premiéra v USA    | Prod. kód |
| ------------ | --------- | ---------------------------- | ------------------------- | ------------------------------------------ | ----------------- | --------- |
| 83           | 1         | Ground Control to Sara Lance | Kevin Mock                | James Eagan a Mark Bruner                  | 2. května 2021    | T13.22551 |
| 84           | 2         | Meat: The Legends            | Rachel Talalay            | Matthew Maala a Morgan Faust               | 9. května 2021    | T13.22552 |
| 85           | 3         | The Ex-Factor                | David Geddes              | Grainne Godfree a Tyron Carter             | 16. května 2021   | T13.22553 |
| 86           | 4         | Bay of Squids                | Sudz Sutherland           | Phil Klemmer                               | 23. května 2021   | T13.22554 |
| 87           | 5         | The Satanist's Apprentice    | Caity Lotz                | Keto Shimizu a Ray Utarnachitt             | 6. června 2021    | T13.22555 |
| 88           | 6         | Bishop's Gambit              | Kevin Mock                | James Eagan a Emily Cheever                | 13. června 2021   | T13.22556 |
| 89           | 7         | Back to the Finale: Part II  | Glen Winter               | Morgan Faust a Mark Bruner                 | 20. června 2021   | T13.22557 |
| 90           | 8         | Stressed Western             | David Ramsey              | Matthew Maala                              | 27. června 2021   | T13.22558 |
| 91           | 9         | This Is Gus                  | Eric Dean Seaton          | Tyrone B. Carter                           | 11. července 2021 | T13.22559 |
| 92           | 10        | Bad Blood                    | Alexandra La Roche        | Grainne Godfree                            | 18. července 2021 | T13.22560 |
| 93           | 11        | The Final Frame              | Jes Macallan              | James Eagan a Ray Utarnachitt              | 8. srpna 2021     | T13.22561 |
| 94           | 12        | Bored on Board Onboard       | Harry Jierjian            | Keto Shimizu a Leah Poulliot               | 15. srpna 2021    | T13.22562 |
| 95           | 13        | Silence of the Sonograms     | Nico Sachse               | Phil Klemmer a Morgan Faust                | 22. srpna 2021    | T13.22563 |
| 96           | 14        | There Will Be Brood          | Maisie Richardson-Sellers | Ray Utarnachitt a Marcelena Campos Mayhorn | 29. srpna 2021    | T13.22564 |
| 97           | 15        | The Fungus Amongus           | David Geddes              | Keto Shimizu a James Eagan                 | 5. září 2021      | T13.22565 |

### Sedmá řada (2021–2022)
| Č. v seriálu | Č. v řadě | Původní název                                    | Režie                     | Scénář                                  | Premiéra v USA     | Prod. kód |
| ------------ | --------- | ------------------------------------------------ | ------------------------- | --------------------------------------- | ------------------ | --------- |
| 98           | 1         | The Bullet Blondes                               | Kevin Mock                | James Eagan a Ray Utarnachitt           | 13. října 2021     | T13.23201 |
| 99           | 2         | The Need for Speed                               | Alexandra La Roche        | Morgan Faust a Marcelena Campos Mayhorn | 20. října 2021     | T13.23202 |
| 100          | 3         | wvrdr_error_100<oest-of-th3-gs.gid30n> not found | Caity Lotz                | Phil Klemmer a Matthew Maala            | 27. října 2021     | T13.23203 |
| 101          | 4         | Speakeasy Does It                                | Kristin Windell           | Keto Shimizu a Emily Cheever            | 3. listopadu 2021  | T13.23204 |
| 102          | 5         | It's a Mad, Mad, Mad, Mad Scientist              | Andrew Kasch              | Paiman Kalayeh a Mark Bruner            | 10. listopadu 2021 | T13.23205 |
| 103          | 6         | Deus Ex Latrina                                  | Nico Sachse               | Ray Utarnachitt a Mercedes Valle        | 17. listopadu 2021 | T13.23206 |
| 104          | 7         | A Woman's Place Is in the War Effort!            | Glen Winter               | Morgan Faust a Leah Poulliot            | 24. listopadu 2021 | T13.23207 |
| 105          | 8         | Paranoid Android                                 | David Geddes              | Phil Klemmer a Marcelena Campos Mayhorn | 12. ledna 2022     | T13.23208 |
| 106          | 9         | Lowest Common Demoninator                        | Eric Dean Seaton          | James Eagan a Emily Cheever             | 19. ledna 2022     | T13.23209 |
| 107          | 10        | The Fixed Point                                  | Maisie Richardson-Sellers | Matthew Maala a Paiman Kalayeh          | 26. ledna 2022     | T13.23210 |
| 108          | 11        | Rage Against the Machines                        | Jes Macallan              | Mark Bruner a Mercedes Valle            | 2. února 2022      | T13.23211 |
| 109          | 12        | Too Legit to Quit                                | Sudz Sutherland           | Morgan Faust a Leah Poulliot            | 23. února 2022     | T13.23212 |
| 110          | 13        | Knocked Down, Knocked Up                         | Kevin Mock                | Phil Klemmer a Keto Shimizu             | 2. března 2022     | T13.23213 |